# Zwölftonreihe
Die Zwölftonreihe ist eine beliebige Anordnung der zwölf verschiedenen Tonhöhen der chromatischen Tonleiter in einem gleichschwebend temperierten Tonsystem. Sie bildet den kompositionstechnischen Kern von Werken der Zwölftonmusik, die ihren Ausgangspunkt in der Zweiten Wiener Schule nahm.
Bereits 1896 verwendete Richard Strauss in seiner Sinfonischen Dichtung Also sprach Zarathustra im zentralen Kompositionsabschnitt „Der Genesende“ eine Zwölftonreihe. Für den Komponisten Arnold Schönberg, der für sich in Anspruch nahm, die Zwölftonreihen „entdeckt“ zu haben, gelten für die Zwölftonreihe als neues Ordnungsprinzip der Neuen Musik zwei Prämissen:
- In einer Zwölftonreihe müssen alle zwölf Tonhöhen der chromatischen Scala enthalten sein, wobei enharmonische Verwechslungen und Oktavierungen keine Bedeutung haben.
- In einer Zwölftonkomposition darf ein Ton erst dann ein zweites Mal verwendet werden, wenn alle anderen Töne der Reihe bereits aufgetreten sind.

Für Schönberg konstituierte sich daraus die Totalität des Komponierens mit zwölf nur aufeinander bezogenen Tönen, die dann die Emanzipation der Dissonanz als Merkmal der „Neuen Musik“ herstellt.
Allerdings bestimmt die Zwölftonreihe nur die Tonhöhenfolge einer Zwölftonkomposition. Die anderen Parameter des Tones (Tondauer, Lautstärke und Klangfarbe) bleiben in der klassischen Dodekaphonie unberührt.

## Reihenbildung
Eine Zwölftonreihe ist eine beliebige, aber vollständige Anordnung der Halbtöne der chromatischen Tonleiter. Welche Anordnung ein Komponist aus den 479.001.600(=12!) möglichen Permutationen der chromatischen Scala für seine Komposition wählt, ist eine künstlerisch weitreichende Vorentscheidung. Die Zwölftonreihe ist aber weder eine Komposition noch ein Thema. Schönberg nennt sie eine Themaform und versteht sie als ein abstraktes Gebilde, aus dem Themen abgeleitet werden können.
Ein Beispiel für eine vertikale, akkordische Verarbeitung einer Zwölftonreihe sind die ersten Takte von Schönbergs Klavierstück op. 33a →Notenbeispiel.

## Die vier Modi der Zwölftonreihe
In der traditionellen Dodekaphonie gelten zwei Transformationen (Umformungen) einer Zwölftonreihe als regelrecht.
- Krebsbildung: Der Krebs einer Zwölftonreihe entsteht durch Anwendung der Ursprungsreihe von ihrem letzten Ton aus rückwärts. Diese Transformation wird auch vertikale Spiegelung genannt.

- Umkehrung: Die Intervalle der Ursprungsreihe werden durch ihre Komplementärintervalle ersetzt, was zur Folge hat, dass jedes Intervall, das in der Ursprungsreihe aufwärts gerichtet war, in der Umkehrung abwärts gerichtet ist, und umgekehrt. Deshalb wird diese Transformation auch als horizontale Spiegelung bezeichnet.

Mit diesen beiden Transformationen lassen sich aus einer Ursprungsreihe insgesamt vier Reihen bilden: die Ursprungsreihe und ihre Umkehrung und der Krebs dieser beiden. Darauf bezogen spricht die Dodekaphonie von den „vier Modi“, in denen eine Zwölftonreihe auftreten kann.
Als weitere regelrechte Transformation kann eine Transposition der Ursprungsreihe und ihrer Modifikationen angesehen werden, die die vier Modi der Zwölftonreihe auf die zwölf verschiedenen Tonhöhen der chromatischen Scala transponiert.
Damit lassen sich aus den meisten Zwölftonreihen insgesamt 48 (= 4 × 12) Reihen (die ursprüngliche mit einbezogen) ableiten, die dem Komponisten für eine Zwölfton-Komposition zur Verfügung stehen.
Die Transformationen Krebs und Umkehrung sind der Kontrapunktlehre entlehnt. Schönberg suchte damit seine Zwölftonlehre an die strengen Regeln dieser Kompositionstechnik anzuschließen.

## Sonderformen der Zwölftonreihe
Unter den rund zehn Millionen verbleibenden Zwölftonreihen – die 48 Ableitungen jeder Reihe herausgerechnet – lassen sich eine Vielzahl von Reihenbildungen entdecken, die besondere Merkmale aufweisen.
- Symmetrien (Schoenberg, Klavierstück op. 33a);
- Binnenbeziehungen von Reihenteilen (Anton Webern, Konzert für 9 Instrumente op. 24);
- Anklänge an tonale Elemente (Dur- und Moll-Dreiklänge in Alban Bergs Violinkonzert);
- bestimmte Intervallstrukturen (Terzfortschreitungen in Anton Weberns 1. Kantate op. 29);
- außermusikalische Metaphern (das B-A-C-H Motiv am Beginn der Krebsform der oben dargestellten Reihe aus Schoenberg op. 25).

Von Bedeutung wurden sogenannte Allintervallreihen, in denen neben allen zwölf Halbtönen auch alle elf bildbaren Intervalle vorhanden sind. Sie treten auch in der Form von symmetrischen Allintervallreihen auf.
→  Hauptartikel Allintervallreihe